# Petrolina
Petrolina város Brazíliában, Pernambuco államban. Lakosainak száma 386 791 fő (2022). Petrolina Juazeiro, Afrânio, Casa Nova, Dormentes, Lagoa Grande és Sobradinho községekkel határos.

## Népesség
A település népességének változása:
| Lakosok száma | 218 538 | 293 962 | 337 683 | 354 317 | 359 372 | 386 791 |
|               | 2000    | 2010    | 2016    | 2020    | 2021    | 2022    |